# Buccinum gouldii
Buccinum gouldii är en snäckart som beskrevs av Addison Emery Verrill 1882. Buccinum gouldii ingår i släktet Buccinum och familjen valthornssnäckor. Inga underarter finns listade i Catalogue of Life.